# Buckland Athletic A.F.C.
Buckland Athletic FC là một câu lạc bộ bóng đá có trụ sở tại Newton Abbot, Devon, Anh. Đội bóng hiện thi đấu tại Western League Premier Division và có sân nhà ở Homers Heath.

## Danh hiệu
- South West Peninsula League
  - Nhà vô địch Premier Division các mùa giải 2009–10, 2010–11
  - Nhà vô địch Throgmorton Cup mùa giải 2009–10[1]
  - Nhà vô địch Charity Bowl các mùa giải 2009¢, 2011–12[1]
- Devon and Exeter League
  - Nhà vô địch Premier Division các mùa giải 1994–95, 1999–2000
  - Nhà vô địch Division Three mùa giải 1987–88
  - Nhà vô địch Premier Cup các mùa giải 1997–98, 1998–99
- Devon St Lukes Bowl
  - Nhà vô địch các mùa giải 2010–11, 2011–12[2]
- East Devon Senior Cup
  - Nhà vô địch các mùa giải 1995–96
- Football Express Cup
  - Nhà vô địch các mùa giải 1994–95

## Thành tích
- Thành tích tốt nhất tại FA Cup: Vòng loại thứ hai mùa giải 2012–13[3]
- Thành tích tốt nhất tại FA Vase: Tứ kết mùa giải 2016–17[3]